# Michelin Le Mans Cup
Pour les articles homonymes, voir GT3.
La Michelin Le Mans Cup, appelée Michelin GT3 Le Mans Cup lors de la première édition, est un championnat de course automobile réunissant des sport-prototype LMP3 et des voitures de Grand Tourisme. Elle est créée en 2016, est organisée par l'Automobile Club de l'Ouest, et propose des courses en marge du championnat European Le Mans Series et des 24 Heures du Mans.

## Format
Le déroulement des courses reprend le schéma d'un championnat avec des courses de deux heures, sauf à l'occasion des 24 Heures du Mans où la course dure une heure.

## Circuits
| Circuit                            | Circuit | 2016 | 2017 | 2018 | 2019 | 2020 | 2021 | 2022 | 2023 | 2024 |
| ---------------------------------- | ------- | ---- | ---- | ---- | ---- | ---- | ---- | ---- | ---- | ---- |
| Circuit Paul Ricard                |         | •    | •    | •    | •    | •    | •    | •    | •    | •    |
| Autodromo nazionale di Monza       |         |      | •    | •    | •    | •    | •    |      |      |      |
| Circuit des 24 Heures              |         | •    | •    | •    | •    | •    | •    | •    | •    | •    |
| Circuit de Barcelone               |         |      |      |      | •    |      | •    |      | •    | •    |
| Red Bull Ring                      |         | •    | •    | •    |      |      |      |      |      |      |
| Circuit de Spa-Francorchamps       |         | •    | •    | •    | •    | •    | •    | •    | •    | •    |
| Autódromo Internacional do Algarve |         |      | •    | •    | •    | •    | •    | •    | •    | •    |
| Circuit d'Estoril                  |         | •    |      |      |      |      |      |      |      |      |
| Autodromo Enzo e Dino Ferrari      |         | •    |      |      |      |      |      | •    |      |      |
| Hungaroring                        |         |      |      |      |      |      |      | •    |      |      |
| Circuit Motorland Aragon           |         |      |      |      |      |      |      |      | •    |      |
| Circuit du Mugello                 |         |      |      |      |      |      |      |      |      | •    |

Lors de la saison 2020, à la suite de l'évolution de la Pandémie de Covid-19 en Espagne, la manche originellement prévue sur le Circuit de Barcelone a été annulée et remplacée par une seconde manche sur le Circuit Paul-Ricard.

## Palmarès

### LMP3
| Saison | Pilotes                                | Pilotes        | Écurie                 | Voiture        |
| Saison | Pilotes                                | Voiture        | Écurie                 | Voiture        |
| ------ | -------------------------------------- | -------------- | ---------------------- | -------------- |
| 2017   | Alexander Toril Jean Glorieux          | Norma M30      | DKR Engineering        | Norma M30      |
| 2018   | Jens Petersen Léonard Hoogenboom       | Norma M30      | DKR Engineering        | Norma M30      |
| 2019   | Laurents Hörr François Kirmann         | Norma M30      | DKR Engineering        | Norma M30      |
| 2020   | Laurents Hörr                          | Duqueine D08   | DKR Engineering        | Duqueine D08   |
| 2021   | Colin Noble Anthony Wells              | Ligier JS P320 | Nielsen Racing         | Ligier JS P320 |
| 2022   | Tom Dillmann Alexander Mattschull (de) | Ligier JS P320 | Racing Spirit of Léman | Ligier JS P320 |
| 2023   | Julien Gerbi Gillian Henrion (en)      | Ligier JS P320 | Team Virage            | Ligier JS P320 |

### GT3
| Saison | Pilotes                               | Pilotes                      | Écurie                 | Voiture                      |
| Saison | Pilotes                               | Voiture                      | Écurie                 | Voiture                      |
| ------ | ------------------------------------- | ---------------------------- | ---------------------- | ---------------------------- |
| 2016   | Aleksey Basov (en) Viktor Shaytar     | Ferrari 488 GT3              | TF Sport               | Aston Martin V12 Vantage GT3 |
| 2017   | Fabio Babini Emanuele Busnelli        | Lamborghini Huracan GT3      | Ebimotors              | Lamborghini Huracan GT3      |
| 2018   | Sergio Pianezzola Giacomo Piccini     | Ferrari 488 GT3              | Kessel Racing          | Ferrari 488 GT3              |
| 2019   | Sergio Pianezzola Giacomo Piccini     | Ferrari 488 GT3              | Kessel Racing          | Ferrari 488 GT3              |
| 2020   | Rino Mastronardi                      | Ferrari 488 GT3              | Iron Lynx              | Ferrari 488 GT3              |
| 2021   | Nicolas Leutwiler                     | Porsche 911 GT3 R            | Iron Lynx              | Ferrari 488 GT3              |
| 2022   | Kasper H. Jensen Kristian Poulsen     | Honda NSX GT3                | GMB Motorsport         | Honda NSX GT3                |
| 2023   | Valentin Hasse-Clot (en) Arnold Robin | Aston Martin Vantage AMR GT3 | Racing Spirit of Léman | Aston Martin Vantage AMR GT3 |